# Filip Koutev
Filip Koutev (født 13. juni 1903 i Aotos, Bulgarien - død 27. november 1982) var en bulgarsk komponist, violinist og dirigent.
Koutev hører til en af de mest anerkendte bulgarske komponister i det 20. århundrede.
Han har komponeret en symfoni, orkesterværker, kammermusik, korværker, filmmusik, traditionel bulgarsk musik etc.
Han brugte den bulgarske folklore en del i sin musik, som gjorde ham til en af Bulgariens mest originale komponister.

## Udvalgte værker
- "Ungdommens Symfoni" (1949) - for orkester
- "Bulgarsk Rapsodi" (1937-1938) - for orkester
- "Heltene fra Shipka" (1954) - filmmusik
- Scherzo (1928) - for orkester